# Língua tairoa
Tairoa (Tairora) é uma língua Kainantu da família das Trans–Nova Guiné que é falada por cerca de 13 mil pessoas nas Terras Altas Orientais, Papua-Nova Guiné. 

## Dialetos
O Tairora Setentrional ou próprio tem os dialetos Aantantara (Andandara), Arau-Varosia (Arau-Barosia), Arokaara, Saiqora (Sai’ora), Tairora.
O Tairora Meridional ou Omwunra-Toqura tem os dialetos Aatasaara (Atakara), Haaviqinra-Oraura (Habina-Oraura), Omwunra-Toqura (Obura-To’okena), Vaira-Ntosara (Baira), Veqaura (Meauna), Vinaata-Konkompira (Pinata-Konkombira).

## Escrita
A língua Tairoa usa uma forma bem limitada do alfabeto latino. As 5 vogais tradicionais estão presentes, usando-se também o A duplo (longo);
As consoantes limitam-se a H, K, M, N, Q, R, T, V. Usam-se as formas Mp, Nk, Nt'.

## Amostra de Texto
Pai Nosso
Tinavu Qo, are naaruvaini variaravave. Tenavu koqemake ai autu takuqi vaira tuahere vauro. Are tinavuqaa raqikina entava vaaka aniarire. Naaruvaihainaaka ai antuqa avataqi vintemake, are tinavu kahaqiraqe tenavu vataini vauraukavata ai antuqa avataqi vuare. Tenavu vate kara naainara tinavu timiane. Vokiaka tinavu qoraiqama timitaamanta vira kaara kia tenavu nai iri qoraiqama nimitaraiti, vika uva qaqira kaunantema kera, arevata tinavu uva nunka timitaane. Qora kaiqavano tinavu avataantorave tira, are tinavu antua timitairaqe tenavu kia varaare. Are tinavu kahaqi vairaro Sataaniva kia tinavu qoraiqama timitaarire.